# Dravidski jezici
Dravidski jezici jezična porodica iz Indije. Obuhvaćala je (75), a po novijim klasifikacijama 73, odnosno (85) jezika
A) Središnji (5)
a1 Kolami-Naiki (2): kolami (sjeverozapadni, jugoistočni)
a2 Parji-Gadaba (3): duruwa, gadaba (2 jezika: mudhili, pottangi ollar).
B) sjeverni (5):  brahui, kumarbhag paharia, kurux, nepalski kurux, sauria paharia.
C) središnji jug/South-Central (21); po novijoj klasifikaciji  (22) 
c1 Gondi-Kui (16); po novijoj klasifikaciji (17) 
Gondi (10): gondi (dva jezika: sjeverni i južni), khirwar, maria (2 jezika: dandami i maria), muria (3 jezika: istočni, daleki zapad/far western i zapadni), nagarchal, pardhan.
Konda-Kui (6); po novijoj klasifikaciji (7): konda-dora, koya, kui, kuvi, manda, pengo; mukha-dora [mmk]
c2 Telugu (5): chenchu jezik, manna-dora, savara, telugu, waddar.
D) južni (34); po novijoj klasifikaciji  (47) 
d1 Tamil-Kannada (28); po novijoj klasifikaciji (31) 
Kannada (4): badaga, holiya, kannada, urali.
Tamil-Kodagu (24); po novijoj klasifikaciji (26) : aranadan, irula , kadar , kaikadi, kanikkaran, kodagu, kota, kurumba (5 jezika, alu, kurumba, jennu, mullu, betta), malapandaram, malaryan, malavedan, malayalam, mannan, muthuvan, paliyan, paniya, ravula, sholaga, tamil, toda, yerukula. Novopriznat: eravallan [era].
neklasificirani: Novopriznat: wayanad chetti [ctt].
d2 Tulu (5): bellari, koraga (2 jezika: korra, mudu), kudiya, tulu.
d3 neklasificirani (4; prije 1):  mala malasar [ima]; malasar [ymr]; thachanadan [thn];  ullatan [ull].
d4:  Kalanadi [wkl], Kumbaran [wkb], Kunduvadi [wku], Kurichiya [kfh], Attapady Kurumba [pkr], Muduga [udg], Pathiya [pty].
E) neklasificirani  (8); po novijoj klasifikaciji (6): allar, bazigar, bharia, kamar, malankuravan, vishavan; kanikkaran (uklopljen u tamilsku skupinu), kurichiya (uklopljen u južnodravidsku skupinu),

## Vanjske poveznice
- Familia Dravídica